# NGC 5984
NGC 5984 ist eine Balken-Spiralgalaxie vom Hubble-Typ SBcd im Sternbild Schlange am Nordsternhimmel. Sie ist schätzungsweise 53 Millionen Lichtjahre von der Milchstraße entfernt und hat einen Durchmesser von etwa 45.000 Lj.
Das Objekt wurde am 19. März 1784 von Wilhelm Herschel entdeckt.